# Atreus

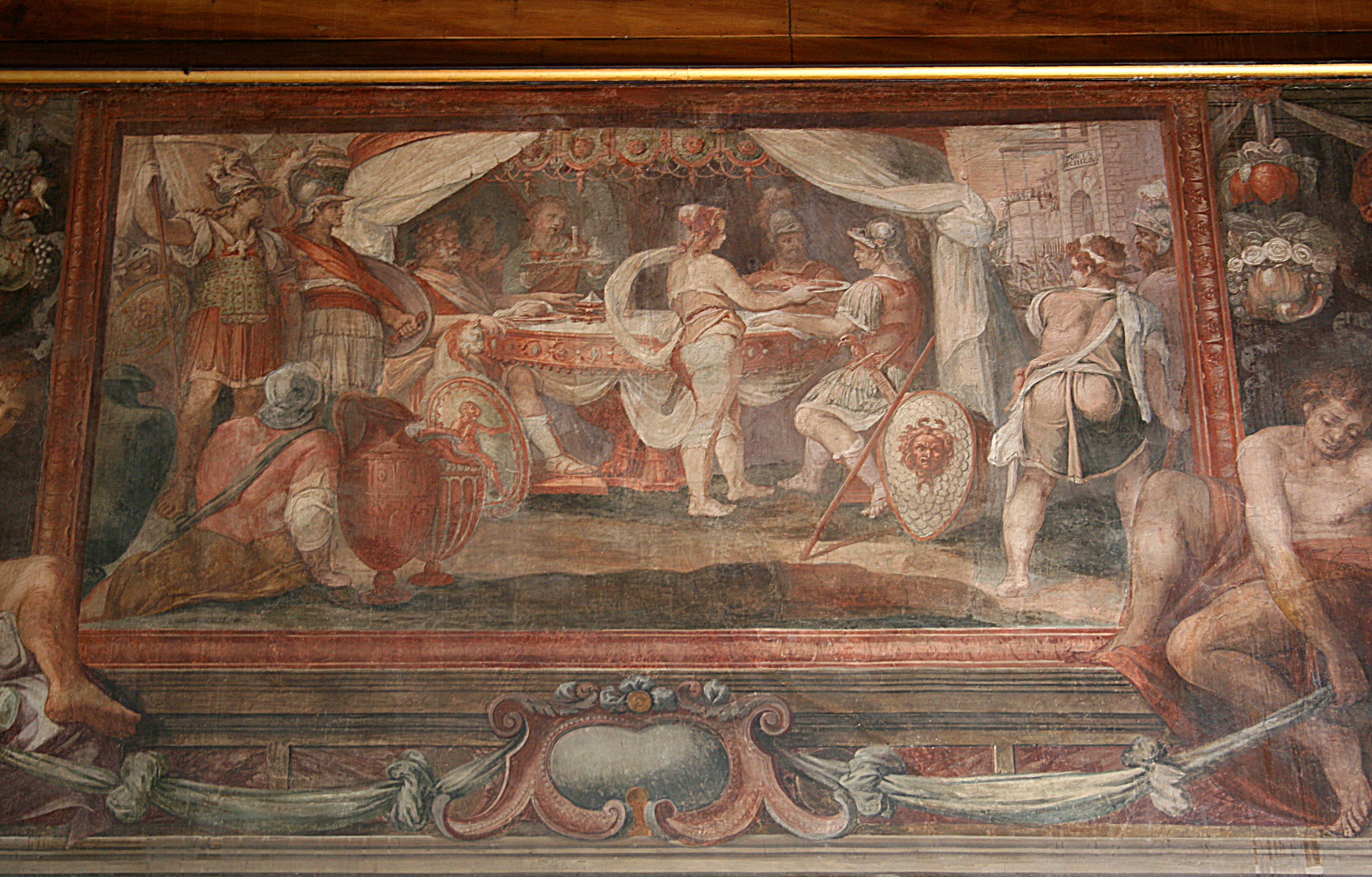
Thyestes måltid. Väggmålning av Orlando Parentini, 1560-tal.

Atreus var i grekisk mytologi kung i Mykene. Han var son till Pelops och Hippodameia. Han var gift med Aërope och far till Agamemnon och Menelaos.

## Myten om Pelopiderna
Atreus och hans bror Thyestes mördade sin halvbror Krysippos och begav sig sedan till Mykene. Där blev Atreus kung. Men Thyesthes blev avundsjuk på sin bror och försökte ta kungamakten ifrån honom. Konflikten blev allt värre mellan de två bröderna och till sist grep gudarna in för att tillkännage sin vilja. De lät ett lamm med gyllene ull födas i Atreus fårhjord för att visa att han var den rättmätige kungen av Mykene.
Thyesthes gav sig inte utan lyckades förföra Atreus hustru Aërope och kunde med hennes hjälp komma över det dyrbara lammet. När Atreus upptäckte att brodern stulit lammet fick tvisten nytt liv. Han låtsades vilja försona sig med Thyesthes och bjöd in honom på middag. Han serverade brodern en kötträtt som åts med god aptit. Först när de ätit färdigt lät Atreus bära in ett fat med händer och huvuden av Thyesthes två söner och avslöjade att det var dem han hade ätit. Thyesthes flydde i förskräckelse från Atreus hus och det sades att till och med solguden själv stannade i avsky för detta fasansfulla brott och ändrade sin bana så att han gick från väster till öster. Thyesthes uttalade en förbannelse över hela sin broders ätt. Slutligen lyckas han med hjälp av sin son Aigisthos att dräpa Atreus.